# Воронцов, Кирилл Валентинович
Кирилл Валентинович Воронцов (род. 1966) — российский муниципальный деятель, политик, бывший заместитель префекта Центрального административного округа города Москвы (2012—2017).

## Биография
Родился 29 ноября 1966 года в Москве.
В 1993 году окончил Московский энергетический институт по специальности промышленная теплоэнергетика. В 1991—2001 годах работал председателем профкома студентов, научным сотрудником и заместителем проректора МЭИ.
В 2001—2004 годах был руководителем санатория «Энергия» Министерства образования России.
С 2006 года Воронцов находился на работе в органах исполнительной власти города Москвы:
- 2006—2008 годы — руководитель аппарата управы района Замоскворечье города Москвы;
- 2008—2010 годы — заместитель главы управы Пресненского района города Москвы;
- в 2010 году — глава управы района Митино города Москвы.[2]

Распоряжением Мэра Москвы от 29 июня 2012 года Кирилл Воронцов назначен на должность заместителя префекта Центрального административного округа города Москвы. В октябре 2017 года покинул это пост по собственному желанию.
Член партии «Единая Россия».
Награждён медалью «В память 850-летия Москвы», знаком отличия «За безупречную службу городу Москве» ХХ лет, благодарностью Мэра Москвы, почетным знаком «За активную работу на выборах» II степени и почетной грамотой Московской городской избирательной комиссии. За большой вклад в развитие Замоскворечья удостоен редкой награды — Грамоты муниципального Собрания.